# Julian Martin
Julián Martín, né le 17 août 1915 à Madrid et mort à Oloron-Sainte-Marie le 13 juillet 2010, est un républicain espagnol, résistant sous l'occupation nazie et l’un des initiateurs du maquis de Pédehourat en Béarn dans les Pyrénées. 

## Biographie
Julián Martín est ouvrier boulanger à Madrid lorsqu’il s’engage dans l’armée républicaine pour défendre la République espagnole après le coup d’État du général Franco. Il mène la 10e Brigade des guerilleros. Après la défaite de l’armée républicaine, Julián Martín est capturé et rejoint dans un immense stade les autres soldats républicains prisonniers.
Interné, Julián Martín se porte volontaire pour les grands travaux du régime franquiste (barrages, routes, …). Il participe à la construction de fortifications dans les montagnes qui font face au Béarn, en Aragon.
C’est là que Julián Martín et deux compères parviendront à s’échapper lors d'une corvée d'eau. Cela les conduit, après plusieurs heures de marche, dans la vallée d'Ossau en Béarn. Au premier village, des autochtones les conduisent au premier poste de police. Les policiers français les livrent immédiatement aux gendarmes qui les conduisent jusqu’au camp de Gurs.
Julián Martín sort du camp de Gurs en s’engageant dans les groupes volontaires de travailleurs étrangers. Il devient forestier-bûcheron dans la montagne où il fabrique du charbon de bois. C'est de là qu'il crée le Maquis de Pédehourat.
À la fin de la guerre, Julián Martín reprend son travail dans la montagne.